# Brighton (Iowa)
Pour les articles homonymes, voir Brighton (homonymie).
Brighton est une ville, du comté de Washington en Iowa, aux États-Unis. Elle est fondée en 1840 et incorporée le 26 juillet 1870.

## Source de la traduction
- (en) Cet article est partiellement ou en totalité issu de l’article de Wikipédia en anglais intitulé « Brighton, Iowa » (voir la liste des auteurs).